# Los actores del conflicto
es una película dramática colombiana estrenada en 2008 y dirigida por Lisandro Duque Naranjo. Estuvo protagonizada por Coraima Torres, Mario Duarte, Vicente Luna, Arianna Cabezas, Nicolás Montero y Fabio Rubiano.

## Sinopsis
Tres actores callejeros que se desempeñan como mimos en las calles de Bogotá para poder sobrevivir planean hacerse pasar por guerrilleros reinsertados en la sociedad para lograr los beneficios brindados por el gobierno. Sin embargo el plan se ve truncado cuando son atrapados por guerrilleros reales, viéndose envueltos en situaciones que ponen en riesgo sus propias vidas.

## Reparto
- Coraima Torres
- Mario Duarte
- Vicente Luna
- Arianna Cabezas
- Nicolás Montero
- Gustavo Angarita Jr.
- Fabio Rubiano
- Juan Ángel
- Julio Correal
- Álvaro García
- Henry Dulce